# 张树鹏
张树鹏（1985年—），中国极限运动员，于内蒙古通辽市出生。2004年起开始从事滑翔伞运动，2009年6月，在克罗地亚举办的第5届滑翔伞定点世界锦标赛上，张树鹏获得了滑翔伞定点比赛的冠军，成为了第一个获得该项目世界冠军的中国运动员。2012年6月，赴美国学习翼装飞行运动，历时三月完成学习课程，是学会翼装飞行用时最短的人。张树鹏是中国大陆极少数从事翼装飞行的运动员之一，截至2013年，他已有了三百余次的翼装飞行经历。